# Parallelia maturata
Parallelia maturata är en fjärilsart som beskrevs av Walker 1858. Parallelia maturata ingår i släktet Parallelia och familjen nattflyn. Inga underarter finns listade i Catalogue of Life.

## Bildgalleri

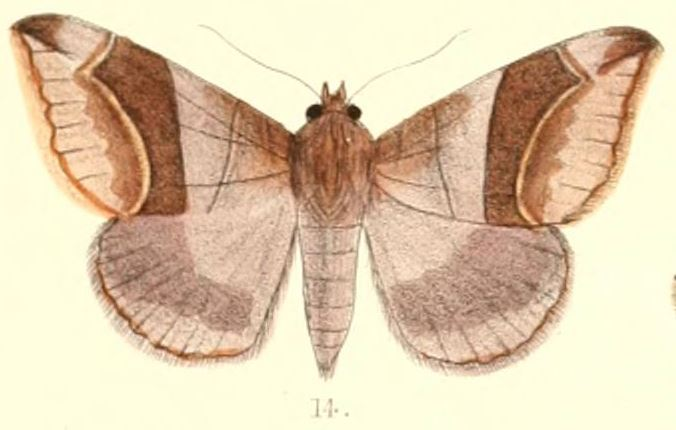